# Tulia (miasto)
Tulia – miasto w Stanach Zjednoczonych, w stanie Teksas, siedziba administracyjna hrabstwa Swisher.